# David Moss (Musiker)

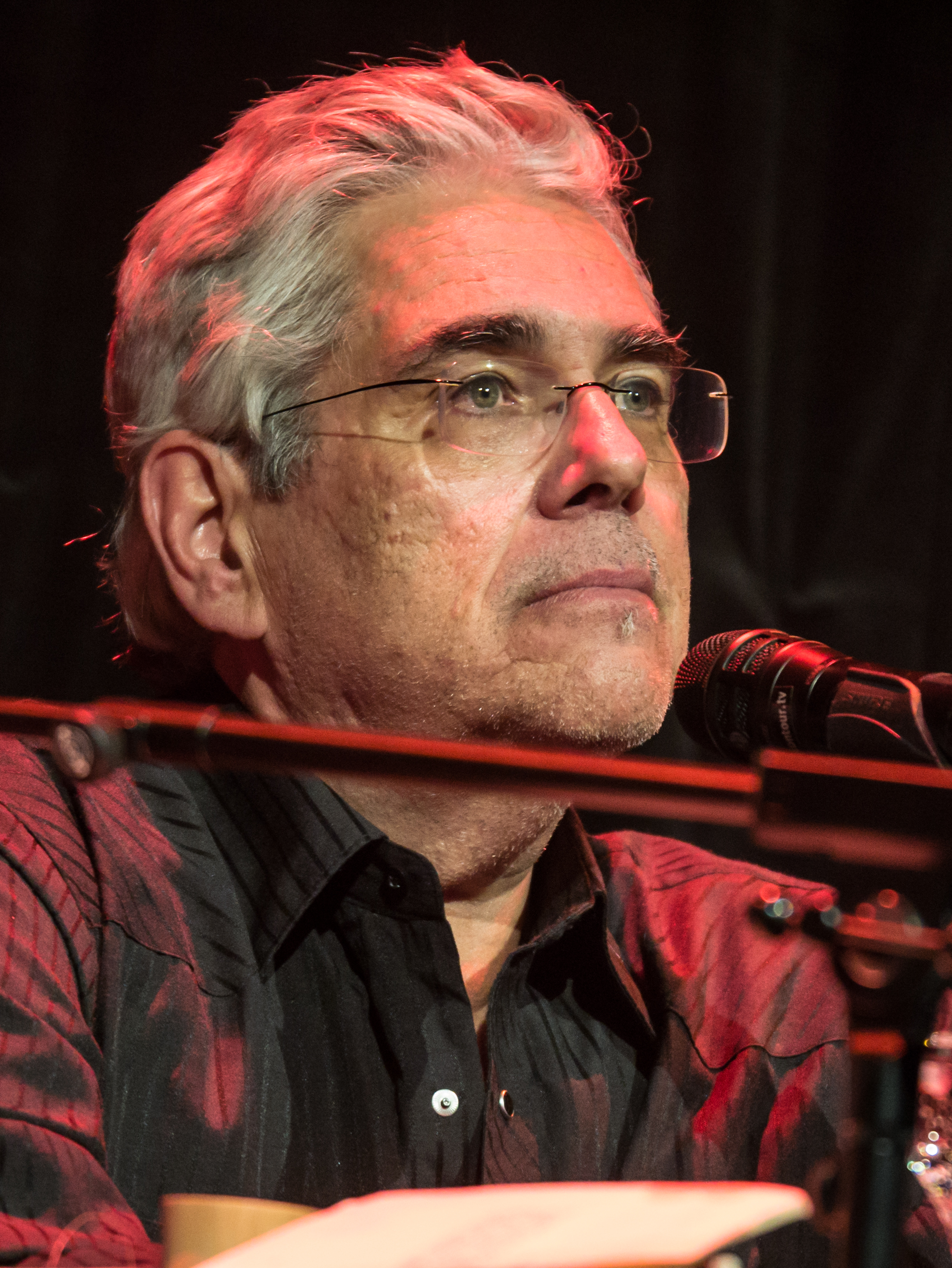
David Moss beim Moers Festival 2017

David Moss (* 21. Januar 1949 in New York City) ist ein US-amerikanischer Percussionist, Vokalist, Improvisationsmusiker, Komponist und Organisator musikalischer Performanceprojekte. 
Er lebt seit 1991 in Berlin.

## Leben und künstlerisches Schaffen
David Moss begann seine musikalische Ausbildung mit einem Schlagzeugstudium 1963 bis 1968 an der Hartt School of Music und 1969 bis 1970 an der Wesleyan University. 1970 absolvierte er ein Studium in russischer Geschichte am Trinity College mit dem Abschluss Bachelor of Arts. Von 1971 bis 1973 schloss er ein Studium der Komposition bei Bill Dixon am Bennington College an.
Seit 1973 trat David Moss weltweit als Percussionist und Vokalkünstler in Solokonzerten oder in Zusammenarbeit mit Orchestern, Musik- und Theaterensembles auf. Er gilt seit Mitte der 1970er Jahre als eine zentrale Figur der Neuen Improvisationsmusik, des Art-Rock und der Noise Music. In seinen Solo-Performances kombiniert er Live-Elektronik und sein eigenwillig zusammengestelltes Schlagzeug mit artistischen Vokaleinlagen.
1991 erhielt Moss ein Stipendium des DAAD und übersiedelte nach Berlin. Seitdem arbeitet er vermehrt mit Komponisten wie Heiner Goebbels, Orchestern und Theaterensembles zusammen und ist in zahlreichen Operninszenierungen, Musiktheaterproduktionen, Orchesterkonzerten und Festivals als Solist aufgetreten, u. a. mit dem Ensemble Modern, der Jungen Deutschen Philharmonie, dem Ensemble intercontemporain, dem Arditti-Quartett, dem Klangforum Wien, dem Mozarteum-Orchester Salzburg, dem Musiktheater Ohrpilot und den Berliner Philharmonikern. Anfang der 1990er Jahre war Moss zusammen mit Dietmar Diesner Teil des Projektes Intime Musik des Komponisten Peter Machajdík (Konzerte u. a. im Rahmen von Inventionen an der Akademie der Künste in Berlin, Jazztage in Ilmenau und Konzerthaus Wien). Moss ist Mitbegründer und künstlerischer Leiter des Institute for Living Voice, eines Workshop-Zentrums für herausragende Sänger und Vokalmusiker in Berlin. Mit Paul Dutton, Kōichi Makigami, Phil Minton und Jaap Blonk gründete er die Gruppe Five Men Singing, die etwa auf dem Festival in Victoriaville auftrat.
2001 spielte er bei den Salzburger Festspielen als Prinz Orlovsky in der umstrittenen Inszenierung der Fledermaus durch Hans Neuenfels.

## Auszeichnungen
- 2018: Deutscher Musikautorenpreis der GEMA in der Kategorie Komposition, Experiment, Stimme.[2]

## Veröffentlichungen
auf DVD
- Self Portrait: 10 years of Fabrica Media (FabricaMedia DVD 01)
- Die Fledermaus: Salzburg Festival 2001 (Arthaus 100 340); 2003

auf Tonträger
- Terrain: Solo Percussion & Voice" - CPE 007 / 1980
- Full House: mit John Zorn, Bill Laswell, Arto Lindsay, Jamaaladeen Tacuma, Fred Frith, Tom Guralnick, David van Tieghem / 1984
- Dense Band: mit Fred Frith, Christian Marclay, John Zorn, Arto Lindsay, Wayne Horvitz, Tenko, Tom Cora/1985
- David Moss Dense Band: 'Live' In Europe" [Ear Rational#1004]/1988
- Direct Sound: Five Voices" mit Greetje Bijma, Carles Santos, Anna Homler, Shelley Hirsch - Intakt CD 015/1989
- My Favorite Things: Intakt CD 022 / 1991
- The Day We Forgot: David Moss / Axel Otto / Frank Schulte - No Man's Land CD# 9118 / 1992
- All at Once at Any Time: David Moss, Yoshihide Otomo, John King trio - Victo CD029 / 1994
- Texture Time: David Moss Dense Band mit Anthony Coleman, John King, Uri Caine - Intakt CD 034/1994
- Moss Tales: Edel 0014502TLR / 1996
- Time Stories: mit Heiner Goebbels, Hans Peter Kuhn, Frank Schulte, Koichi Makagami, Phil Minton, Catherine Jauniaux -Intakt CD054/'98
- Animals and Cowboys: Paul Brody's DetoNation Orch. NRW9004 / 1998
- Heartpiece: King/Knittel; Warsaw Autumn '99 [Warschau Autumn/1999, CD#6] / 1999
- David Moss & Michael Rodach: Fragmentary Blues [Traumton CD 4432] / 1999
- Tea for Two: Sergey Kuryokhin & David Moss (CDLA 980101) / 1999
- Rhythm In the 21st Century: Hans Peter Kuhn, Stefan Kurt, David Moss / 2000
- Heiner Goebbels Surrogate Cities [ECM 1688] / 2000
- Uri Caine Ensemble: The Goldberg Variations - Winter & Winter 910 054-2 / 2000
- Uri Caine: Schumann: Winter & Winter 910 049-2 / 2000
- Rhythm in the 21st Century: Kurt/Kuhn/Moss [special editions/Theater Neumarkt] 2000
- Vocal Village Project: Koichi Makigami, Phil Minton, Catherine Janiaux, Frank Schulte - Live at the Rote Fabrik" [Intakt CD 062]/2001
- David Moss/Phil Minton/Frank Schulte Nosferatu (poise odd 06); edition of 100; rec '98; rel. 2002
- Spaghetti's Club: Lewis Carroll Point of View, JL Therminarias 326/005 / 2002
- Ensemble Modern Plays Frank Zappa: "Greggery Peccary & Other Persuasions",(RCA Red Seal 82876 56061 2) / 2003
- Five Men Singing: Blonk, Dutton, Makigami, Minton, Moss; Live in Victoriaville (Victo) / tbr 2004
- David Moss & Sdeng: Many More Voices (Tempo Reale 2012)

erscheint auf
- Namah: Peter Machajdík, Musica slovaca SF 00542131 / 2008
- The Parachute Years - 1977-1980, von John Zorn, Tzadik TZ 7316-4 / 1997
- Many Many Voices: by Roberto Paci Dalò [Edel 0014512TLR] / 1996
- Sunk in the Sun: Jean Chaine [Atonal ACD 3020]/1996
- Reviews: Klaus König Enja CD 9061/2 / 1996
- Golem: Richard Teitelbaum [Tzadik 7105] / 1995
- Same Same: von Fast Forward [XI 106] / 1995
- Switchbox: von Frank Schulte [NML 9421] / 1995
- Dust Out of Brain, Henning Christiansen, Ben Patterson, David Moss / 1995
- Macaronic Sines: Anna Homler [Lowlands (Belg,) CD 002] / 1995
- Thank You For Flying American, von Jacki Apple [Cactus Foundation] / 1994
- Material: Live from Soundscape [DIW 389] / 1994
- Meltable Snaps It-Point Blank, [NML 8604] / 1993
- Possible Fruit: Mia Zabelka, Extraplatte EX 172 093 / 1993
- It Was A Dark & Stormy Night: Nic Collins [Trace Elements #1019] / 1992
- Do Ya Sa'Di Do, A Sonic Geography: Anna Homler [AMF 1031 CD] / 1992
- New Duos 'N' Trios; Markus Stauss Project: [XOPF #14] / 1992
- Hot Thumb....", John King "Electric World: [Enemy CD EMY 129-2] / 1991
- Berlin Tango: mit Joe Sachse [ITM 1448] recorded 1986 / 1990
- Electric World: von John King [Ear Rational CD] / 1989
- Marcus Stauss & JoPo Meet Electric World: [XOPF CD] / 1989
- Musical Elements 10th Anniversary: [CRI 550] / 1987
- Forward of Short Leg: von Jon Rose [Dossier 7529] / 1987
- Slope: von Tenko Ueno [Rec. Rec.] / 1987
- Points Blank: Meltable Snaps It + Guests [No Mans Land 8604] / 1986
- The Relative Band: 'Live' in Australia [Hot Records] / 1985
- Country Music of S.E. Australia: von Eugene Chadbourne [RR Records] / 1985
- Envy: The Ambitious Lovers: von Arto Lindsay [EG ED 39] / 1985
- Desire Develops An Edge: von Kip Hanrahan [American Clavé] / 1983
- Cargo Cult Revival: mit Tom Cora [Rift #5] / 1983
- The Golden Palominos: [OAO/Celluloid 5002] / 1983
- Basslines: von Bill Laswell [Elektra/Musician #9] / 1982
- In The Dreamtime: von Michael Gilbert [Palace of Lights] / 1982
- Archery: von John Zorn [Parachute 17/18] / 1982
- Percussion Interchanges: mit Andrea Centazzo [Ictus 21] / 1982
- Meltable Snaps It: mit George Cartwright/Michael Lytle [CPE 004] / 1981
- The Call: von Michael Gilbert [Gibex #2] / 1980

## Belege
1. ↑  Inventionen 1994. Abgerufen am 10. Mai 2025.
2. ↑  Home - DMAP - gema.de. 27. Februar 2025, abgerufen am 10. Mai 2025 (deutsch).

| Personendaten    | Personendaten |
| ---------------- | --- |
| NAME             | Moss, David |
| KURZBESCHREIBUNG | US-amerikanischer Perkussionist, Vokalist, Improvisationsmusiker, Komponist und Organisator musikalischer Performanceprojekte |
| GEBURTSDATUM     | 21. Januar 1949 |
| GEBURTSORT       | New York City |